# The Actress
The Actress és una pel·lícula estatunidenca dirigida per George Cukor i estrenada el 1953. La pel·lícula va suposar el començament d'Anthony Perkins en el cinema.

## Argument
Clinton Jones, jubilat de la marina, només ha trobat una petita feina i tem un demà difícil per a la seva família. Això el fa ser reticent a la petició de la seva filla, la jove Ruth, que voldria ser actriu, un ofici que considera com d'alt risc. Sense comptar la determinació de Ruth, que, per realitzar la seva ambició, rebutjarà la petició de matrimoni de Fred, el seu enamorat.
És la biografia de l'actriu, guionista i dramaturga Ruth Gordon que guanyarà un renom internacional gràcies a les seves actuacions a La llavor del diable i Harold and Maude. La pel·lícula bàsicament és una sèrie de vinyetes que impliquen Ruth, els seus pares, els seus millors amics, i el noi universitari que romànticament la segueix.

## Repartiment
- Spencer Tracy: Clinton Jones
- Jean Simmons: Ruth Gordon Jones
- Teresa Wright: Annie Jones
- Anthony Perkins: Fred Whitmarsh

## Premis i nominacions

### Premis
- Globus d'Or al millor actor dramàtic per Spencer Tracy (1954)

### Nominacions
- Oscar al millor vestuari per Walter Plunkett (1954)
- BAFTA al millor actor per Spencer Tracy (1954)